# Sam Bird
Samuel Bird (Roehampton, 9 januari 1987) is een Brits autocoureur.

## Carrière

### Vroege carrière
Bird begon met racen in 2005 in de Formule BMW. Hij werd tweede in zijn eerste seizoen en pakte zijn tweede seizoen enkele overwinningen.

### Formule 3
Bird reed in 2007 het Brits Formule 3 kampioenschap bij Carlin Motorsport. Hij eindigde dat seizoen als vierde.
In 2008 maakt hij de overstap naar de Formule 3 Euroseries, en kwam daarin uit voor Manor Motorsport. Hij eindigde het seizoen op een teleurstellende elfde plaats.
Ook in 2009 komt Bird uit in de Euroseries, hij rijdt voor het Mücke Motorsport en eindigt als vijfde in het kampioenschap.

### GP2
Eind 2009 maakt Bird zijn debuut in de GP2 Asia Series voor ART Grand Prix. Hij eindigt hier als zevende in het kampioenschap met als beste resultaat een tweede plaats op het Bahrain International Circuit.
In 2010 maakte Bird ook zijn debuut in het hoofdkampioenschap van de GP2 Series voor ART. Met enkele podiumplaatsen en een overwinning op het Autodromo Nazionale Monza eindigde hij als vijfde in het kampioenschap met 48 punten.
In 2011 keerde Bird terug in de GP2 Asia Series voor iSport International. Hij finishte echter alleen de eerste race op het Yas Marina Circuit als zevende, waardoor hij als twaalfde in het kampioenschap eindigde.
In 2011 reed Bird ook in het hoofd-GP2-kampioenschap voor iSport. Aan het begin van het jaar eindigde hij driemaal op het podium, maar vervolgens zakte hij weg en eindigde hij uiteindelijk als zesde in het kampioenschap met 45 punten.
In 2013 keerde Bird terug in de GP2 voor het nieuwe team Russian Time. Hij won vijf races en eindigde als tweede met twintig punten achterstand op Fabio Leimer.

### Formule Renault 3.5 Series
In 2012 maakte Bird de overstap naar de Formule Renault 3.5 Series, rijdend voor ISR. Bird begon het jaar goed met een overwinning op het Circuit de Monaco en later nog een overwinning op Silverstone. Hij eindigde het seizoen als derde achter Robin Frijns en Jules Bianchi.

### Formule 1
In 2010 nam Bird deel aan de Young Driver's Test voor het Formule 1-team Mercedes. In 2012 was hij de officiële testrijder voor dit team.

### Formule E
In het seizoen 2014-2015 gaat Bird rijden in het elektrische kampioenschap Formule E voor het team Virgin Racing met Jaime Alguersuari als teamgenoot.